# Institut pour la ville durable
Pour les articles homonymes, voir IVD.
Institut pour la ville durable ou France Ville Durable (acronyme usuel FVD) est une association française travaillant sur le thème de la ville durable, issu de la fusion avec l'Institut pour la ville durable (IVD) et le réseau Vivapolis.

## Historique
L'Institut pour la ville durable est créé en décembre 2015 pour accompagner les acteurs travaillant sur le sujet et les mettre en réseau. 
En 2020, l'État présente une feuille de route pour construire une ville durable et neutre en carbone en 2050, Parmi les dix mesures, il est prévu la création de France ville durable, issu de la fusion de l’Institut pour la ville durable (IVD) et du réseau Vivapolis. Le président de l'association est Patrice Vergriete, maire de Dunkerque.  

## Organisation
L'association France ville durable vise à regrouper les différentes parties prenantes de la ville durable. Elle est organisée en quatre collèges : les collectivités locales, l'État et ses agences spécialisées, les entreprises et les experts tels que des agences d’urbanisme ou des notaires.